# てぃーろんたろん
てぃーろんたろん（12月6日 - ）は、日本の漫画家。
2019年に「顔がない女の子」で単行本デビュー。
成人漫画としては、「COMIC快楽天」等に読み切り作品を掲載。

## 作品リスト

### 一般向け
- 『顔がない女の子』KADOKAWA〈ビームコミックス〉、2019年12月12日発売[1][2]、ISBN 978-4-04-735855-3
- 『元カノの弟が可愛いって話』芳文社〈芳文社コミックス〉全3巻（『コミックトレイル』2019年12月6日[3] - 2021年4月16日）
  1. 2020年6月16日発売[4][5]、ISBN 978-4-8322-3752-0
  2. 2020年12月16日発売[5]、ISBN 978-4-8322-3791-9
  3. 2021年7月15日発売[5]、ISBN 978-4-8322-3843-5
- 『死ぬほど君の処女が欲しい』講談社〈KCデラックス〉全7巻（『マガジンポケット』2020年7月16日 - 2021年9月9日）
  1. 2020年12月9日発売[6][7]、ISBN 978-4-06-521682-8
  2. 2021年3月9日発売[8]、ISBN 978-4-06-522643-8
  3. 2021年5月7日発売[9]、ISBN 978-4-06-523227-9
  4. 2021年7月9日発売[10]、ISBN 978-4-06-524022-9
  5. 2021年9月9日発売[11]、ISBN 978-4-06-524843-0
  6. 2021年12月9日発売[12]、ISBN 978-4-06-526276-4
  7. 2021年12月9日発売[13]、ISBN 978-4-06-526277-1
- 『学校でいちばん地味な2人が付き合う話』日本文芸社〈ニチブンコミックス〉全4巻（『コミックヘヴン』2022年vol.59[14] - 2024年8月号）
  1. 2022年10月28日発売[15][16]、ISBN 978-4-537-14564-9
  2. 2023年8月29日発売[17]、ISBN 978-4-537-14689-9
  3. 2024年8月7日発売[18]、ISBN 978-4-537-14866-4
  4. 2024年8月7日発売[19]、ISBN 978-4-537-14867-1
- 『この子知りませんか？』日本文芸社〈ニチブンコミックス〉全7巻（『マンガTOP』連載、全62話）
  1. 2022年11月17日発売[20][21]、ISBN 978-4-537-14569-4
  2. 2023年2月27日発売[22]、ISBN 978-4-537-14614-1
  3. 2023年6月8日発売[23]、ISBN 978-4-537-14651-6
  4. 2024年2月19日発売[24]、ISBN 978-4-537-14771-1
  5. 2024年6月19日発売[25]、ISBN 978-4-537-14841-1
  6. 2024年9月28日発売[26]、ISBN 978-4-537-14896-1
  7. 2024年12月26日発売[27]、ISBN 978-4-537-14942-5
- 『娘の寝室』講談社〈ヤンマガKCスペシャル〉既刊3巻（『ヤンマガWeb』2024年9月24日 - 連載中）
  1. 2024年12月19日発売[28][29]、ISBN 978-4-06-537930-1
  2. 2025年3月18日発売[30]、ISBN 978-4-06-538940-9
  3. 2025年6月19日発売[31]、ISBN 978-4-06-539960-6

### 成人向け
- 元カノの弟がエロ可愛いって話（ナイトコミック、全4巻）
- 学校で一番地味な2人が付き合ってからの話（ナイトコミック、全10巻）
- 甘精と夕湿（ナイトコミック、全2巻）
- 静かな彼女（ナイトコミック）
- ブレーキランプ5回点滅〜元教え子とよく似たヘルス嬢の話〜(カゲキヤコミック、全2巻)
- 今だけは、君のモノ（プレステージ）

## 受賞歴
- トレイル新人賞 (第1回, 大賞)〔2019年〕 「飛来した何か」[32]